# Peña Rubia
La sierra de la Peña Rubia o Peñarrubia es una alineación montañosa que se extiende de NE a SO por los términos de Biar, Villena y Sax (Alicante).

## Orografía
Presenta fuertes pendientes. Las alturas principales son el Peñón (934 m), Peña Rubia (905 m) y Alto de la Huerta (892 m). Los picos del Frare y Peña Rubia son vértices geodésicos de tercer orden. Al sector norte del sistema se le llama también sierra del Frare, estando ambos sistemas separados por el collado de Peña Rubia.

## Flora
Está cubierta de vegetación de monte bajo. En esta sierra, así como en la cercana Sierra de la Villa, se suelen practicar 
ala delta y parapente.

## Yacimientos
En las estribaciones SO de la Peña Rubia, a unos 2 km al este de la Colonia de Santa Eulalia, se encuentran las Cuevas de la Huesa Tacaña, en las que se han hallado restos arqueológicos desde el paleolítico al mesolítico.